# Бульвар Амвросия Бучмы
Бульвар Амвросия Бучмы (укр. Бульвар Амвросія Бучми) — бульвар в Днепровском районе города Киева. Пролегает от улицы Ивана Миколайчука до проспекта Павла Тычины, исторически сложившаяся местность (район) жилой массив Березняки.
Нет примыкающих улиц.

## История
Новая улица возникла в 1960-е годы при строительстве нового жилого массива Березняки. Улица застраивалась в 1967-1971 годы. В 1970 году был возведён 17-этажный дом № 8 серии II-57 (модификации II-57/17); при этом данной модификации были возведены только ещё 3 дома в Киеве (бульвар Игоря Шамо №№ 10 и 14, проспект Тычины № 13) и 2 дома в Москве (на  проспекте Мира и Смоленском бульваре).
31 октября 1967 года новый бульвар (от проспекта до улицы Серафимовича) на жилмассиве Березняки получил современное название — в честь советского украинского актёра и режиссёра театра и кино, Народного артиста СССР Амвросия Максимилиановича Бучмы, согласно Решению исполнительного комитета Киевского городского совета депутатов трудящихся № 1826 «Про наименование и переименование улиц и площадей г. Киева» («Про найменування та перейменування вулиць і площ м. Києва»). 
Кроме того, 20 августа 1957 года Новая улица в Дарницком районе была переименована улица Бучмы. Была ликвидирована в середине 1960-х годов вместе с другими улицами и их застройкой бывшего села Кухмистерская слободка, в связи со строительством нового жилого массива Березняки.

## Застройка
Улица пролегает в юго-восточном направлении. Между проезжей частью и застройкой парной стороны бульвара расположен сквер имени А. М. Бучмы.
Парная и непарная стороны улицы заняты многоэтажной жилой застройкой (9-этажные дома, по одному 16- и 17-этажному дому) и учреждениями обслуживания — микрорайоны № 1 и 2 жилмассива Березняки.  
Учреждения:
1. дом № 5А — детсад
2. дом № 6 — музыкальная школа № 20
3. дом № 6 — детская художественная школа № 2
4. дом № 6/1 — детсад № 577
5. дом № 7А — ЖРЭО № 419

Мемориальные доски:
1. дом № 8 — народной артистке Украины Маргарите Васильевне Криницыной — на доме, где жила (1970-2005)
2. дом № 8 — народному артисту Украинской ССР Бориславу Николаевичу Брондукову — на доме, где жил (1970-1985)